# Conus harlandi
Conus harlandi é uma espécie de gastrópode do gênero Conus, pertencente à família Conidae.